# Giuseppe Pancera
Giuseppe Pancera (* 10. Januar 1901 in Castelnuovo del Garda; † 19. April 1977 ebenda) war ein italienischer Radrennfahrer.

## Sportliche Laufbahn
Giuseppe Pancera war Profi-Rennfahrer von 1925 bis 1934. Seine größten Erfolge waren jeweils ein zweiter Platz bei der Tour de France 1929 sowie beim Giro d’Italia 1928 (hinter Alfredo Binda). Insgesamt nahm er zehnmal am Giro, viermal an der Tour sowie fünfmal an der Vuelta a España teil. Bei der Tour de Suisse 1933 belegte er Platz zwölf.
1927 siegte Pancera bei dem 540 Kilometer langen Rennen Rom–Neapel–Rom mit einer 430 Kilometer langen Einzelfahrt und 70 Minuten Vorsprung vor dem Zweiten. 1926 und 1927 gewann er die Coppa Bernocchi, und er entschied insgesamt vier Etappen der Katalonien-Rundfahrt für sich. 1927 wurde er Dritter der italienischen Straßenmeisterschaft sowie 1931 beim Rennen Paris–Brest–Paris.

## Verschiedenes
Giuseppe Pancera stammte aus einer Bauernfamilie und war vor seiner Sportlaufbahn als Bäckergeselle tätig. Er hatte drei Brüder, von denen einer, Antonio, kurzzeitig auch als Radsportler aktiv war. Mit 33 Jahren beendete Pancera seine Rennsportkarriere, heiratete und eröffnete ein Café mit Lotto-Annahmestelle. Mehrfach startete er bei „Veteranen-Rennen.“ 1968 verkauften die Eheleute Pancera, die drei Kinder hatten, ihr Geschäft und besuchten ihre Töchter in den USA. Im Jahr darauf erhielt Pancera, anlässlich der Heirat seines Sohnes, ein Glückwunschtelegramm seines Freundes Hubert Opperman, einem ehemaligen Radsportler und damaligen australischen Botschafter in Malta. Er fuhr nach Verona, um dort die Nachricht von Opperman in einer Zeitung veröffentlichen zu lassen. Auf dem Rückweg wurde er von einem Auto angefahren und verlor durch diesen Unfall ein Bein.

## Wichtige Platzierungen
| Grand Tour            | 1925 | 1926 | 1927 | 1928 | 1929 | 1930 | 1931 | 1932 | 1933 | 1934 |
| --------------------- | ---- | ---- | ---- | ---- | ---- | ---- | ---- | ---- | ---- | ---- |
| Vuelta a EspañaVuelta | –    | –    | –    | –    | –    | –    | –    | –    | –    | –    |
| Giro d’ItaliaGiro     | 11   | 12   | 5    | 2    | 7    | DNF  | –    | –    |      | 38   |
| Tour de FranceTour    | –    | –    | –    | –    | 2    | 20   | DNF  | 32   | –    | –    |

| Monument                 | 1925 | 1926 | 1927 | 1928 | 1929 | 1930 | 1931 | 1932 |
| ------------------------ | ---- | ---- | ---- | ---- | ---- | ---- | ---- | ---- |
| Mailand–Sanremo          | 6    | 7    | 7    | –    | 6    | –    | 14   | –    |
| Flandern-Rundfahrt       | –    | –    | –    | –    | –    | –    | DNF  | –    |
| Paris–Roubaix            | –    | –    | –    | –    | –    | –    | 44   | –    |
| Lüttich–Bastogne–Lüttich | –    | –    | –    | –    | –    | –    | –    | –    |
| Lombardei-Rundfahrt      | 9    | –    | 4    | 17   | –    | –    | –    | 13   |